# Eratoneura spinifera
Eratoneura spinifera är en insektsart som först beskrevs av Beamer 1931.  Eratoneura spinifera ingår i släktet Eratoneura och familjen dvärgstritar. Inga underarter finns listade i Catalogue of Life.